# 秦英悟
秦 英悟（1985年9月16日 - ）競艇選手。登録番号4427。身長167cm。血液型A型。100期。大阪支部所属。同期に青木玄太、桐生順平、平高奈菜らがいる。

## 来歴
- やまと競艇学校時代、リーグ戦勝率7.35（準優出7　優出3）の成績を残して、卒業記念競走に優出（5着）した。
- 2007年5月4日、住之江競艇場でデビュー（6着）。
- 2007年9月21日、琵琶湖競艇場での「日本財団会長杯争奪 第12回におの湖賞」2日目1Rで初勝利（55走目）。
- 2011年1月25日、宮島競艇場での「G1共同通信社杯 第25回新鋭王座決定戦競走」にG1初出場。
- 2011年12月11日、平和島競艇場での「第7回日本トーターカップ」で初優勝（優出11回目）。
- 2012年1月28日、芦屋競艇場での「G1共同通信社杯 第26回新鋭王座決定戦競走」5日目3RでG1初勝利[1]。
- 2020年12月15日、ボートレース平和島「第35回グランプリ/シリーズ戦」第2RにてSG初出場（4着）
- 2020年12月17日、ボートレース平和島「第35回グランプリ/シリーズ戦」第7RにてSG初勝利（決まり手：逃げ）
- 2020年12月20日、ボートレース平和島「第35回グランプリ/シリーズ戦」SG初優出（6着）

## 人物
- 趣味は燻製作り[2]。